# 深圳控股
深圳控股有限公司（港交所：604），簡稱深圳控股、深控，是一家在香港交易所上市的綜合企業公司，主要業務包括物業發展投資及管理、運輸、工商產品製造及銷售，以及基建投資。
持有沿海綠色家園（1124）22.62%股權

2013年1月22日深圳控股提出以超過51.7億元總代價，向持股達44.4%的大股東深業集團，收購福田區彩田路與筍崗路交匯處地盤，藉此增逾80萬平方米總建築面積的土地儲備。
2014年1月28日深圳控股以56.23億元人民幣（約72.29億港元）向控股股東深業集團收購深圳生物農業有限公司全部已發行股本。
截至2014年1月28日，農科在深圳擁有及經營12個物業發展項目並持有物業用於投資，持有的權益建築面積，包括未開發土地、投資物業及自用物業等共約38.5萬平方米。
2017年6月21日深圳控股(604)全資附屬Medos與路勁基建(1098)旗下間接全資附屬益城成立的合資企業深勁有限公司以約31.69億港元奪得屯門第56區管翠路的屯門市地段第520號的用地，以最高可建樓面面積472949平方呎計算每平方呎樓面地價約6700元。

## 連結
- 深圳控股有限公司 （页面存档备份，存于）